# Heavenly 〜films〜
『heavenly 〜films〜』（ヘヴンリィ フィルムズ）は、日本のロックバンド、L'Arc〜en〜Cielのライブビデオ。VHS版・LD版は1996年3月21日、DVD版は2003年12月17日、BD版は2014年3月19日発売。発売元はKi/oon Sony Records。

## 解説
本作品は、L'Arc〜en〜Cielが1995年9月に発表した3枚目のアルバム『heavenly』を引っ提げ、同年9月8日から開催したライブツアー「TOUR heavenly '95」から、同年12月27日に日本武道館で行ったファイナル公演「TOUR heavenly '95 Final」の模様を収録したライブビデオである。また、本作はL'Arc〜en〜Cielがメジャーデビューしてから発表した初のライブビデオであり、sakuraが1997年11月4日にバンドを脱退したことから、sakuraが在籍していたころにL'Arc〜en〜Cielが発表した唯一のライブビデオとなった。
ライブ「TOUR heavenly '95 Final」は、1995年9月から実施したライブツアー「TOUR heavenly '95」の最終公演であり、L'Arc〜en〜Cielとして初の日本武道館公演となった。この公演は、1995年に行ったツアーの集大成となるライブであり、kenは「学年末って感じがする。ずっとやってきたことのひとつのポイント」と本公演を表現している。また、sakuraはこの公演を振り返り、「（後ろの席の観客に）愛想のひとつでもふりまけるかなと思ってたけど、いざ演奏が始まったら、そんなこと出来なくて、結局、背中だけしか見せられなかった」と述懐している。余談だが、日本武道館でのライブ中に、kenがステージを走った末に大転倒している。kenはこのエピソードについて「実はコケる10メートルくらい前から感じてたんですよ、コケる気配を。前にコケるのを我慢したら足をくじいちゃったから、これは我慢しちゃいけねぇ！って思いのままに。そしたら思いのほか強力で。でもコケても"イイ感じやん"って思えた自分がいた（笑）」と述懐している。なお、kenが転倒した映像は、海外の保険会社のCM映像風に加工したうえで本作に収録されている。
また、この日本武道館公演の一部模様は、本作発売前に日本衛星放送（現: WOWOW）で、『L'Arc〜en〜Ciel SPECIAL LIVE & DOCUMENT』という番組名で放送されている。
ちなみにL'Arc〜en〜Cielは、1994年の年末にメンバーが話し合い、「1995年はライブを中心とした活動にシフトする」という方針を決めていたという。この方針により、アルバム発売前に20公演以上のライブを開催し、アルバム発売後には前述のツアーからライブツアー「The other side of heavenly '95」を経て、本公演で1年を締め括り、年末まで濃密なライブ中心の活動を展開した。hydeは、1996年に発表されたインタビュー本において、1995年の活動を振り返り「'95年はいい年だった。'94年に思ったこと、反省したことを二度と繰り返さないように、自分達でスケジュールを立ててやったりして…それも思い通りにいったし、思い通りやることによってスタッフが自分達のことを理解し始めて歯車が嚙み合いだした感じ。誤解がとけたっていうかな？'94年は僕らも分かんなかったようにスタッフもよく分かってなかったと思うんですよ。"この人達はこうなんじゃないかな？"っていう適当な感じで本質が分かってなくて…僕らもレコード会社のことをよく分かんなくて…っていう状態だった。それが'95年になって、僕らが強引に行ったらレコード会社も"分かった"っていう状態に変わっていった。だから自分達でやろうと思ったことも出来たし、あとスタッフによるアイデアとかも自分達がすごく納得出来るアイデアが多くて、本当に嚙み合い出したっていう年でしたね」と述懐している。
フィジカルは通常盤（VHS/LD）の1形態でリリースされている。本作品は「ライブビデオ」と位置づけられているが、日本武道館公演で演奏された全19曲のうち、フルサイズ収録されたものは7曲のみで、大半の楽曲は1コーラス程度のダイジェストで収録された。また、曲と曲の間には、L'Arc〜en〜Cielが出演したテレビ番組の映像の一部や、ツアー中のオフショットの他、ライブツアー「The other side of heavenly '95」の東京・日清パワーステーション公演でパートチェンジバンド、KIOTOとしてTOKIOの楽曲「LOVE YOU ONLY」をカバーした模様の一部などが継ぎ接ぎで収められている。いずれの曲間映像もわずか数秒〜1分の映像だが、それらの全てにタイトルが付けられ、パッケージ裏に記述された曲順表で確認することができる（2003年に発売されたDVD版では、全ての曲間映像がチャプター化され、メニュー画面で選択することができる）。ライブの模様以外に様々な映像をコラージュ的に差し込んでいることもあり、映像の編集作業は1ヶ月ほどかかったという。tetsuyaは、1996年のインタビュー本において「（1996年）1月はビデオの編集、それをずっとやってたような気がする。そうそう、音の編集の時には、"桃太郎電鉄"が流行りましたね。待ち時間が長いから"桃鉄"！」と本作の制作を述懐している。
また、2003年12月17日には、DVD版が未発売だった本作品に加え、『眠りによせて』『and She Said』『Siesta 〜Film of Dreams〜』の計4タイトルのDVD版、さらに『A PIECE OF REINCARNATION』と『ハートに火をつけろ!』の計2タイトルのDVD再発版が同時発売されている。
2014年2月26日には、本作を含む音楽作品18タイトルを収録したBD-BOX『L'Aive Blu-ray BOX -Limited Edition-』が発売され、本作のライブ音源CDも収録された。さらに、同年3月19日には、前述のボックス・セットに収められた本作のBlu-ray Disc版が単体でリリースされた。

## 収録曲
ここではオフィシャルサイトに基づき、フルサイズでライブ映像が収録された楽曲のみを記述する。
1. Still I'm With You
2. and She Said
3. 夏の憂鬱 [time to say good-bye]
4. ガラス玉
5. Blurry Eyes
6. C'est La Vie
7. Vivid Colors